# Ndakom Valerie Ndeidoum
Ndakom Valerie Ndeidoum (* 14. Juli 1981 in N’Djamena), auch in der Schreibweise Ndakom Valéry Ndeidoum oder kurz Ndakom Ndeidoum, ist ein tschadischer Fußballspieler auf der Position eines Torhüters. Er ist ehemaliger tschadischer Nationalspieler und aktuell für den Hauptstadtklub Renaissance FC aktiv. 

## Karriere

### Verein
Ndeidoum begann seine Profikarriere 1999 in der Tschad Premier League im Kader des Hauptstadtclub Tourbillon FC. Hier wurde er in den Spielzeiten 1999/00 und 2000/01 tschadischer Meister. Im Wettbewerb der CAF Champions League scheiterte er mit seinen Team bereits in der Vorrunde am eritreischen Gegner Red Sea FC aus Asmara. Im Februar 2002 gelang durch einen 3:2-Sieg gegen Dynamic Togolais FC aus Togo der Einzug in die nächste Runde. Dort schied Ndeidoum mit seinen Team, nach einem 8:2 aus Hin- und Rückspiel, gegen den tunesischen Favoriten Espérance Tunis aus. Zur Saison 2003 wechselte er zum Ligakonkurrenten Gazelle FC, wo er mit dem Team den dritten Tabellenplatz belegte. Nach nur einer Saison verließ er den Tschad und schloss sich den gabunischen Erstligisten Téléstar FC in Libreville an. Hier wurde er in der Spielzeit 2004, mit nur einen Zähler weniger, gabunischer Vizemeister. Ein Jahr später gewann er mit den UNIFFAC Clubs Cup den bis heute einzigen Titel des Vereins. 2007 verließ er Gabun endgültig und kehrte zu seinen Stammverein Tourbillon FC in den Tschad zurück. Hier gewann er 2008, an der Seite von Hilaire Kédigui und Torjäger Karl Max Barthélémy, sein erstes Double mit Nationalen Pokal und Supercup. Zwei Jahre später gewann Ndeidoum seine dritte tschadische Meisterschaft. Zum Ende der Saison 2010 wechselte er innerhalb der Liga zum Stadtrivalen Renaissance FC, für den er auch aktuell mit 41 Jahren noch aktiv ist.

### Nationalmannschaft
Sein Debüt für die Tschadische Fußballnationalmannschaft gab Ndeidoum am 14. Juli 2000 im Rahmen der Qualifikation zum Afrika-Cup 2002 gegen Libyen. Er nahm an Qualifikationsspielen zur  Fußball-Weltmeisterschaft 2006 und der Afrikameisterschaft (2002, 2008, 2012) teil, konnte jedoch keine nennenswerten Erfolge erzielen. Er war Teilnehmer des CEMAC Cup in den Jahren 2005 und 2007. Hier erreichte er 2005 an der Seite von Armand Djerabé und Torjäger Ezechiel N’Douassel den zweiten Platz. Zwei Jahre später half er mit seinen Paraden im Spiel gegen die Mannschaft aus der Zentralafrikanischen Republik, den Dritten Platz zu sichern. Sein letztes Spiel im Trikot der tschadischen Nationalmannschaft absolvierte er am 28. Dezember 2012 im Freundschaftsspiel gegen die Auswahl von Algerien.

### Erfolge
Verein
- Tschadischer Meister: 1999/00, 2000/01, 2010
- Tschadischer Pokalsieger: 2008
- Tschadischer Supercup: 2008
- UNIFFAC Clubs Cup: 2005